# 王氏樹蛙
王氏樹蛙（学名：Kurixalus wangi），又名王氏原指樹蛙，为臺灣特有的树蛙科原指樹蛙屬物種，2016年由兩棲爬蟲動物學家吳聲海等人自艾氏樹蛙分離成獨立物種，種小名取自兩棲爬蟲動物學家王慶讓的姓氏。模式產地在臺灣南部恆春半島海拔400公尺的壽卡林道。

## 分佈
其主要棲息於臺灣海拔500（1,600英尺）山區潮濕的灌木叢或草原。

## 描述
王氏樹蛙公蛙體長28.6—31.6（1.13—1.24英寸）、母蛙體長30.8—37.1（1.21—1.46英寸），此種體色變化較大，可從淡褐色變化到綠色。皮膚上有許多顆粒狀的突起，四肢外側的顆粒突起則為白色。背部有一個呈X或H型的深色斑紋，小腿和足部相接處的有明顯的白點。上眼瞼之間有一橫斑，腹部淺橘色。雄蛙有單一外鳴囊。

## 生態
王氏樹蛙為樹棲夜行性蛙類。習性與艾氏與碧眼樹蛙相近，有於樹洞中產卵、雌雄親代會護巢、雌蛙會產下未受精卵供蝌蚪食用等特殊生殖習性。但這三種樹蛙的主要繁殖季節不同，雄蛙於繁殖求偶時的鳴叫聲也有顯著差異。
王氏樹蛙雄蛙會躲到有水的竹筒或樹洞內鳴叫，叫聲是類似面天樹蛙較不規律的「逼、逼、逼」，三月到九月是主要的繁殖期。

## 保护
本种于2023年被收录入《有重要生态、科学、社会价值的陆生野生动物名录》。